# Erdeni Chuluuta Uula
Erdeni Chuluuta Uula är ett berg i Mongoliet. Det ligger i provinsen Gobi-Altaj, i den västra delen av landet, 1 000 km väster om huvudstaden Ulan Bator. Toppen på Erdeni Chuluuta Uula är 2 399 meter över havet.
Terrängen runt Erdeni Chuluuta Uula är huvudsakligen kuperad, men åt nordost är den platt. Trakten runt Erdeni Chuluuta Uula är nära nog obefolkad, med färre än två invånare per kvadratkilometer. Det finns inga samhällen i närheten. Trakten runt Erdeni Chuluuta Uula är ofruktbar med lite eller ingen växtlighet.